# Bužim (Gospić)
Bužim je naselje u Republici Hrvatskoj, u sastavu Grada Gospića, Ličko-senjska županija. 

## Povijest
Knez ražanački Jerko Rukavina zajedno je s knezom vinjeračkim Dujmom Kovačevićem poveo 1683. Hrvate iz skupine Bunjevaca u Bag (današnji Karlobag). Nekoliko godina poslije, 1686. poveli su svoje Bunjevce u Liku. Put kojim su poveli svoj narod bio je preko prijevoja Baških vrata, a smjestili su se u četirima selima: Brušanama, Trnovcu, Smiljanu i Bužimu.
Hrvatska plemićka obitelj Jelačić nosila je naslov „od Bužima“. 

## Stanovništvo
Prema popisu stanovništva iz 2001. godine, naselje je imalo 94 stanovnika te 37 obiteljskih kućanstava.

Prema popisu stanovništva 2011. godine naselje je imalo 74 stanovnika.
| broj stanovnika | 1161  | 1193  | 1018  | 1065  | 1088  | 1011  | 940   | 834   | 653   | 523   | 448   | 339   | 177   | 164   | 94    | 74    | 73    |
|                 | 1857. | 1869. | 1880. | 1890. | 1900. | 1910. | 1921. | 1931. | 1948. | 1953. | 1961. | 1971. | 1981. | 1991. | 2001. | 2011. | 2021. |